# Paraje Tochuca
Paraje Tochuca är en ort i Mexiko.   Den ligger i kommunen Xochimilco och delstaten Distrito Federal, i den sydöstra delen av landet, 25 km söder om huvudstaden Mexico City. Paraje Tochuca ligger 2 620 meter över havet och antalet invånare är 176.
Terrängen runt Paraje Tochuca är huvudsakligen kuperad, men norrut är den platt. Terrängen runt Paraje Tochuca sluttar norrut. Runt Paraje Tochuca är det mycket tätbefolkat, med 2 431 invånare per kvadratkilometer. Närmaste större samhälle är Iztapalapa, 17,6 km norr om Paraje Tochuca. I omgivningarna runt Paraje Tochuca växer huvudsakligen savannskog.